# Copa Desafío AFC-OFC
La Copa Desafío AFC-OFC fue una competición oficial intercontinental de selecciones absolutas masculinas de fútbol, organizada por la Confederación Asiática de Fútbol y la Confederación de Fútbol de Oceanía que involucraba a los campeones continentales de Asia y Oceanía. Surgió como reemplazo de la difunta Copa de Naciones Afroasiáticas y es reconocida por la FIFA.
Se jugaron solo dos ediciones en 2001 y 2003, en las que el seleccionado asiático venció con comodidad al oceánico. El primer torneo fue para Japón y el segundo para Irán. El torneo del año 2005 que debió haber sido jugado entre Japón y Australia fue cancelado marcando el fin de esta competición.

## Trofeo
El trofeo de la edición de 2001 tenía una base de madera delgada, con una chapa de metal en ella y el cuerpo de la copa era de metal con una forma que decrece. En 2003 toda la estructura era de un metal brillante y consistía de tres partes, arriba una bol decorado con tres rombos blancos, en el medio el cuerpo que se conectaba a arriba mediante dos manijas y la base que poseía el logo del torneo.

## Ediciones
| Año  | Sede           | Campeón | Final Resultado | Subcampeón    |
| ---- | -------------- | ------- | --------------- | ------------- |
| 2001 | Fukuroi, Japón | Japón   | 3:0             | Australia     |
| 2003 | Teherán, Irán  | Irán    | 3:0             | Nueva Zelanda |

### 2001
- Asia:  Japón - Campeón de la Copa Asiática 2000
- Oceanía:  Australia - Campeón de la Copa de las Naciones de la OFC 2000

| 15 de agosto de 2001 | Japón                                              | 3:0 (1:0) | Australia | Ecopa de Shizuoka, Fukuroi                                        |                                                                   |
|                      | Yanagisawa 19' · Hattori 53' · Nakayama 65' (pen.) |           |           | Asistencia: 46 404 espectadores Árbitro(s): Zhang Jianjun (China) | Asistencia: 46 404 espectadores Árbitro(s): Zhang Jianjun (China) |

### 2003
- Asia:  Irán - Medalla de oro en los Juegos Asiáticos de 2002
- Oceanía:  Nueva Zelanda - Campeón de la Copa de las Naciones de la OFC 2002

| 12 de octubre de 2003 | Irán                       | 3:0 (2:0) | Nueva Zelanda | Estadio Azadi, Teherán                                             |                                                                    |
|                       | Karimi 24' 37' · Kaebi 67' |           |               | Asistencia: 40 000 espectadores Árbitro(s): Kousa Mohammed (Siria) | Asistencia: 40 000 espectadores Árbitro(s): Kousa Mohammed (Siria) |